# 拉沙佩勒苏索尔拜
拉沙佩勒苏索尔拜（法語：La Chapelle-sous-Orbais，法語發音：[la ʃapɛl su.z‿ɔʁbɛ]，意为“奥尔拜下方的拉沙佩勒”）是法国马恩省的一个市镇，位于该省西南部，属于埃佩尔奈区。

## 地理
拉沙佩勒苏索尔拜（48°54'35"N, 3°43'54"E）面积14.54 平方千米，位于法国大東部大區马恩省，该省份为法国东北部内陆省份，北起阿登省，西北接埃纳省，西南接塞纳-马恩省，南至奥布省，东南接上马恩省，东临默兹省。
与拉沙佩勒苏索尔拜接壤的市镇（或旧市镇、城区）包括：奥尔拜拉拜、弗罗芒蒂耶尔、拉科尔、尚波贝尔、科里贝尔、让维利耶、马尔尼、叙济勒弗朗。

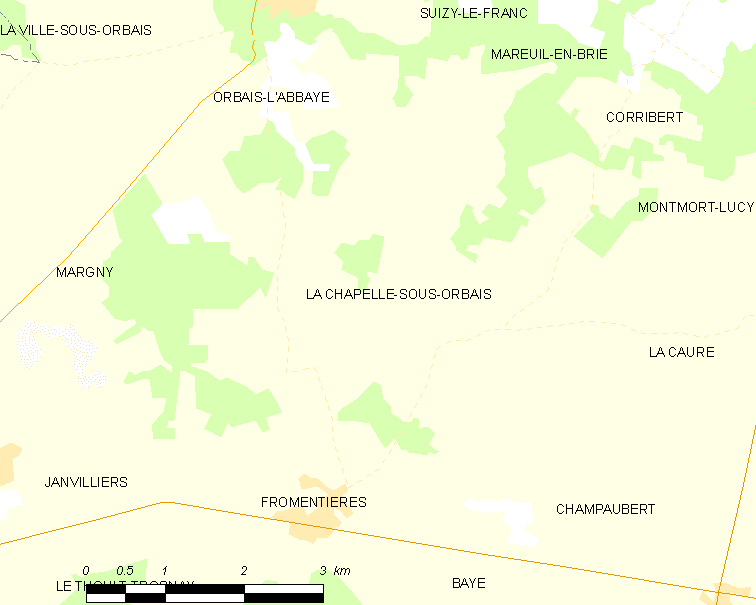
拉沙佩勒苏索尔拜的OSM定位图

拉沙佩勒苏索尔拜的时区为UTC+01:00、UTC+02:00（夏令时）。

## 行政
拉沙佩勒苏索尔拜的邮政编码为51270，INSEE市镇编码为51128。

## 政治
拉沙佩勒苏索尔拜所属的省级选区为多尔芒-香槟景县。

## 人口

1962-2008年间拉沙佩勒苏索尔拜人口变化图示

拉沙佩勒苏索尔拜于2022年1月1日时的人口数量为57人。